# Reduktionsdistanzmesser
Der Reduktionsdistanzmesser (RDS) ist eine Apparatur in der Geodäsie.
Er ist ein Distanzmesser für Senkrechtlatten. Dieser Theodolit wurde in den 1960er-Jahren von der Geodäsie-Firma Wild in Heerbrugg/Schweiz (heute beim Leica-Konzern) entwickelt. Das robuste und genaue System war der erste (noch analoge) Schritt zu automatisierter Vermessung, indem Rechenvorgänge durch mechanisch gesteuerte Glaskurven im Gesichtsfeld des Fernrohrs gelöst wurden. Der RDS wurde von fast jedem Geodäten eingesetzt und daher allein in Westeuropa zehntausende Male verkauft. Um 1990 traten dann die digitalen Tachymeter ihren Siegeszug an.